# Baraeus subvittatus
Baraeus subvittatus là một loài bọ cánh cứng trong họ Cerambycidae.